# 아나돌루 대학교
아나돌루 대학교(튀르키예어: Anadolu Üniversitesi 아나돌루 위니웨르시테시[*])는 터키의 에스키셰히르에 있는 국립 대학으로, 1958년 설립되었다. '아나돌루'는 튀르키예어로 아나톨리아를 뜻한다. 1,507,047명에 달하는 원격 교육 학생이 있어 총 등록 학생 수로 따졌을 때 세계에서 3-4번째로 많은 학생을 보유한 대학이다.

## 역사
현재와 같은 아나돌루 대학교는 1982년에 각기 따로 존재하던 에스키셰히르 경제통상대학, 공학건축학대학, 교육대학, 의학대학이 합쳐져 설립되었다. 이 넷 중 에스키셰히르 경제통상대학이 가장 이른 1958년에 설립되었으므로 통상 이를 아나돌루 대학교의 설립 연도로 본다.

## 조직
원격 교육생의 경우 이하에서 제공되는 프로그램 중 일부를 선택 가능하다. 그러나 물리학 과정 등 선택할 수 없는 과정도 존재한다. 이하는 정식 학사 학위를 주는 아나돌루 대학교 소속 교육 기관을 나열한 것이다.
- 학부
  - 약학부
  - 인문학부
  - 교육학부
  - 자연과학부
  - 법학부
  - 예술학부
  - 경제행정학부
  - 경제학부
  - 언론학부
  - 경영학부
  - 공학건축학부

- 주 음악원(州 音樂院, 튀르키예어: Devlet Konservatuvarı)

- 대학(튀르키예어: Yüksekokulu)
  - 체육대학
  - 산업예술대학
  - 장애인대학
  - 민간항공대학
  - 관광호텔경영대학

이 외에 단기 학위를 주는 직업학교도 운영되고 있다.
- 유누스 엠레 직업학교
- 에스키셰히르 직업학교
- 포르수크 직업학교

## 주요 동문
- 메틴 에라드 - 배우, 코미디언
- 레웬트 위쥠쥐 - 배우
- 아흐메트 베흐비 샤파크 - 아나돌의 창립 위원
- 펫히 헤페르 - 축구 선수
- 이을마즈 뷔위케르셴 - 전 아나돌루 대학교 총장, 현 에스키셰히르 시장
- 누르귈 예실차이 - 배우
- 아이셰 하툰 외날 - 배우, 모델, 싱어송 라이터
- 얄츤 아크도안 - 정치인